# Luis Pasamontes
Luis Pasamontes Rodríguez (Oviedo, 2 ottobre 1979) è un ciclista su strada spagnolo, professionista dal 2003 al 2012.

## Carriera
Nell'ultima stagione tra i dilettanti, nel 2002, Pasamontes si impose al Trofeo Guerrita e alla Vuelta a Toledo. Passato professionista nel 2003 nella Relax-Fuenlabrada, con questa squadra vinse il Memorial Manuel Galera nel 2004 e prese parte a due edizioni della Vuelta a España. Nel 2006 si trasferì alla Unibet.com, con cui conquistò una tappa al Tour de Wallonie nel 2007. Nel 2008 passò alla Caisse d'Epargne di Eusebio Unzué, partecipando a due edizioni della Vuelta, due del Giro d'Italia e una del Tour de France.
Dopo aver vestito anche la maglia Movistar (già Caisse d'Epargne) nel 2011, concluse la carriera al termine del 2012 dopo un anno tra le file del team colombiano Movistar Continental.

## Palmarès
- 2002

3ª tappa Vuelta a Toledo (Añover de Tajo > Añover de Tajo)
Classifica generale Vuelta a Toledo
- 2004

Memorial Manuel Galera
- 2007

1ª tappa Tour de Wallonie (Haccourt > Welkenraedt)

### Altri successi
- 2002

Trofeo Guerrita
- 2007

Classifica scalatori Volta Ciclista a Catalunya

## Piazzamenti

### Grandi Giri
- Giro d'Italia

2008: 36º
2011: 51º
- Tour de France

2009: 39º
- Vuelta a España

2004: 20º
2005: 28º
2008: 35º
2010: 47º

### Classiche monumento
- Milano-Sanremo

2008: 38º
- Liegi-Bastogne-Liegi

2009: 93º
2010: 81º